# Joana Pimenta
Joana Pimenta (Oeiras, 1986) é uma artista visual, realizadora e argumentista portuguesa que foi premiada em 2014 no festival Indie Lisboa e no festival de Ann Arbor. Foi professora do departamento de cinema da Universidade de Harvard e na Universidade de Rutgers nos EUA. Foi nomeada directora interina do Film Study Center da Universidade de Harvard em 2020. 

## Percurso
Joana Chadwick Luís Pimenta, nasceu em Oeiras, no distrito de Lisboa em 1986. 
Licenciou-se em Ciências da Comunicação, na variante cinema, na Universidade Nova de Lisboa. Estagiou na Videoteca Municipal de Lisboa onde frequentou o curso de realização de documentários em 2005.
Em 2009, uma vez terminada a licenciatura foi para os EUA, tirar uma pós-graduação na Universidade de Harvard, onde fez o doutoramento em Cinema e Artes Visuais. 
Lá, através do Harvard Sensory Ethnographic Lab, entra em contacto com a etnografia, o que se reflectiu nos filmes realizados por ela. Tornou-se professora do Departamento de Cinema e Artes Visuais da Universidade de Harvard, após ter trabalhado lá como professora assistente nos cursos dados por Lucien Castaing-Taylor. Simultâneamente também foi docente na Universidade de Rutgers em Nova Iorque, no Departamento de Cinema. Actualmente é professora convidada do Departamento de Estudos Visuais e Ambientais em Harvard.
Co-realizou com João Seiça o seu primeiro filme, intitulado O amanhã não é aqui, que foi apresentado no Panorama - Mostra do Documentário Português em 2006. 
Em 2014, realiza a sua primeira curta As figuras gravadas na faca com a seiva das bananeiras que é premiada no Festival IndieLisboa no festival de cinema de Ann-Arbor desse ano. 
Vivendo entre Portugal, Brasil e os EUA, começou a trabalhar com o realizador Adirley Queirós, como directora de fotografia no filme Era uma vez Brasília, que estreou no festival Internacional de Cinema de Locarno em 2017. Desde então co-realizaram vários filmes nomeadamente: Rádio Coração e Mato seco em chamas. 
Em 2020 foi nomeada directora interina do Film Study Center da Universidade de Harvard, que apoia a realização de projectos de não-ficção como documentários e instalações de vídeo. 

## Filmografia
Como realizadora: 
- 2006: O Amanhã não é Aqui [5]
- 2014: As Figuras Gravadas na Faca com a Seiva das Bananeiras [15]
- 2016: Um Campo de Aviação [16]
- 2016: Rádio Coração [9]
- 2020: Mato Seco em Chamas [17]

Como directora de fotografia:
- 2017: Era uma vez Brasília, que estreou no 70º Festival Internacional de Cinema de Locarno. [18][19]

## Prémios e Menções Honrosas
Os seus filmes têm sido premiados em vários festivais, nomeadamente:
- As Figuras Gravadas na Faca com a Seiva das Bananeiras
  - Prémio Pixel Bunker para Melhor Curta Metragem Portuguesa no Festival IndieLisboa de 2014 [20]
  - Recebeu o Tom Berman Award para realizador emergente do festival de cinema de Ann Arbor [21]
- Campo de Aviação premiada com:
  - Grande Prémio do 58º Festival Internacional de Cinema Documental e Curta-metragens de Bilbau [22][23]
- Era uma vez Brasília
  - Recebeu o Prémio de Melhor Fotografia no 50º Festival de Brasília do Cinema Brasileiro [24][8]

- Mato Seco em Chamas, co-realizado com Adirley Queirós, ganhou o Grande Prémio de Longa Metragem no IndieLisboa de 2022, no mesmo ano ganhou o Grande Prémio da 28ª edição do Festival Caminhos do Cinema Português. [25][26][27]

É mencionada no livro Women's Cinema in Contemporary Portugal, de Mariana Liz e Hilary Owen. 